# 浦活纤树蛙
浦活纤树蛙（学名：Gracixalus quangi），一种分布于越南、老挝、泰国及中华人民共和国云南省南部勐腊县等地区的两栖动物，隶属于树蛙科纤树蛙属。模式产地为越南乂安省桂峰县浦活自然保护区。种加词源自越南学者Hoàng Xuân Quang的姓氏。

## 鉴别特征
浦活纤树蛙体型小，雄性体长小于25 mm；身体具有 呈半透明的浅绿色皮肤，大腿前侧、鼠蹊部及腋部呈不透明的黄色；大腿两侧及腹面散有一些大小不一的棕黑色斑点；吻端突出呈三角形；胫跗关节后方有突出的肤褶。

## 保护
本种于2023年被收录入《有重要生态、科学、社会价值的陆生野生动物名录》。